# Pell Trenton
Pell Trenton, né à New York le 29 août 1883, et mort à Los Angeles le 3 mars 1924, est un acteur américain du cinéma muet.

## Filmographie partielle
- 1918 : Le Baiser camouflé (A Camouflage Kiss) de Harry Millarde : Pell Kingston
- 1918 : La Maison de verre (The House of Glass) d'Émile Chautard : James Burke
- 1919 : The Rebellious Bride de Lynn Reynolds : Arthur Calloway
- 1919 : Un cœur fidèle (The Uplifters) de Herbert Blaché : Saul Shilpick Jr
- 1919 : Fighting Cressy de Robert T. Thornby : Joe Masters
- 1919 : Les Naufrageurs (The False Code) de Ernest C. Warde
- 1920 : La Légende du saule (The Willow Tree) de Henry Otto : Ned Hamilton
- 1920 : The House of Toys de George L. Cox : David Quentin
- 1920 : Beautifully Trimmed de Marcel De Sano